# شمشاد شجري
شمشاد شجري أو شمشير شجري (الاسم العلمي:Buxus arborea) هو نوع من النباتات يتبع جنس الشمشاد من الفصيلة الشمشادية.